# Эрберг, Олег Ефимович
Олег Ефимович Эрберг (1898 — 2 марта 1956) — русский поэт, переводчик, востоковед и сценарист.

## Биография
Родился в 1898 году. В 1925 году окончил Ленинградский институт живых восточных языков. Работал в представительстве СССР в Афганистане и Иране.
Член группы поэтов-ничевоков (в неё входили также Рюрик Рок, Лазарь Сухаребский, Сусанна Map и другие).
Востоковед, переводчик «Ревизора» на таджикский язык (1936). Известен также переводами других произведений русской классической литературы на таджикский язык .
Похоронен на Донском кладбище (3 уч.).